# Peggy Koopman-Boyden

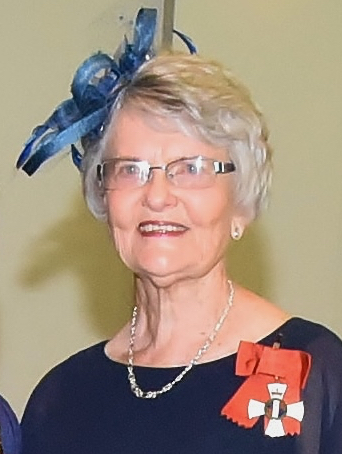
Dame Peggy Koopman-Boyden, nach ihrer Ernennung zur DNZM für Dienstleistungen für Senioren, am 17. August 2017

Peggy Gwendoline Koopman-Boyden, DNZM (* 16. August 1943 in Dannevirke, Neuseeland) ist eine neuseeländische Gerontologin und Hochschullehrerin. Sie ist emeritierte Professorin an der University of Waikato und beschäftigt sich mit der wissenschaftlichen Erforschung des Alters, des Alterungsprozesses und der besonderen Probleme alter Menschen.

## Leben und Werk
Koopman-Boyden erhielt am Palmerston North Teachers College eine Ausbildung zur Lehrerin. 1971 machte berufsbegleitend und außeruniversitär ihren Master-Abschluss an der Massey University mit der Masterarbeit Role consensus and job satisfaction in the educational organization. 1968 heiratete sie John Koopman, mit dem sie zwei Kinder bekam. Sie gründete zusammen mit ihrem Mann eine private Sprachschule in Christchurch, in der sie japanischen Schüler unterrichtete.
Sie beschäftigte sich erstmals in den 1970er Jahren mit der Forschung mit älteren Menschen an der University of Canterbury und arbeitete dabei mit Age Concern Canterbury zusammen. 1992 zog sie nach Waikato und leitete zwei Jahrzehnte lang große Forschungsprojekte für die Stiftung für Forschung, Wissenschaft und Technologie. Sie war 1992 Geschäftsführerin des New Zealand Institute for Social Research and Development (Crown Research Institute) und die einzige weibliche Geschäftsführerin zu dieser Zeit. Anschließend wechselte sie als stellvertretende Vizekanzlerin und Dekanin der Fakultät für Kunst- und Sozialwissenschaften an die University of Waikato und war Projektleiterin des Forschungsprogramms Mid-Life Family Transactions. Im Jahr 2016 wurde sie zur emeritierten Honorarprofessorin ernannt.
Von 2001 bis 2003 war sie Vorsitzende des Ministerial Advisory Committee on Complementary and Alternative Health und leitete 2007 das australische Komplementär- und Alternativzuschuss-Überprüfungsgremium für den nationalen Rat für Gesundheit und medizinische Forschung. 2005 wurde sie Gründungspräsidentin der Waikato-Zweigstelle der New Zealand Association of Gerontology, eine Position, die sie bis 2012 innehatte. Seit 2008 ist sie Vorsitzende von Age WISE, einer strategischen Beratungsgruppe des Waikato District Health Board.
Sie war von 2013 bis 2016 Vorsitzende des Beratungsgremiums für ältere Menschen des Stadtrats von Hamilton und leitete die Lenkungsgruppe von Hamiltons Akkreditierungsprojekt Age Friendly für die Weltgesundheitsorganisation. Hamilton ist der erste Ort in Neuseeland, der als altersfreundliche Stadt anerkannt wurde. Es ist die 600. Stadt, die diese Auszeichnung von der Weltgesundheitsorganisation erhielt.
Sie hat sich einen Ruf als international anerkannte Expertin für soziale Gerontologie aufgebaut, der Erforschung der sozialen, psychologischen und planerischen Aspekte des Alterns. Neben ihrem beruflichen Interesse engagiert sie sich in Gemeinschaftsorganisationen, die sich älteren Menschen widmen, darunter Age Concern und die Alzheimers Society. Für ihren gemeinnützigen Dienst erhielt sie eine lebenslange Mitgliedschaft bei Age Concern.

## Ehrungen (Auswahl)
- 1990: New Zealand 1990 Commemoration Medal
- 1997: Companion of the New Zealand Order of Merit[6]
- 2015: Hamilton City Council Civic Award
- 2017: Dame Companion of the New Zealand Order of Merit (DNZM)[7][8]

## Veröffentlichungen (Auswahl)
- Family and Government Policy in New Zealand. HarperCollins Publishers Ltd, 1985, ISBN 978-0-86861-456-4.
- Families in New Zealand society. Wellington: Methuen, 1978.
- mit Margaret Richardson: An evaluation of mixed methods (diaries and focus groups) when working with older people. International Journal of Social Research Methodology, Vol 16, 2013, S. 389–401.